# しし垣

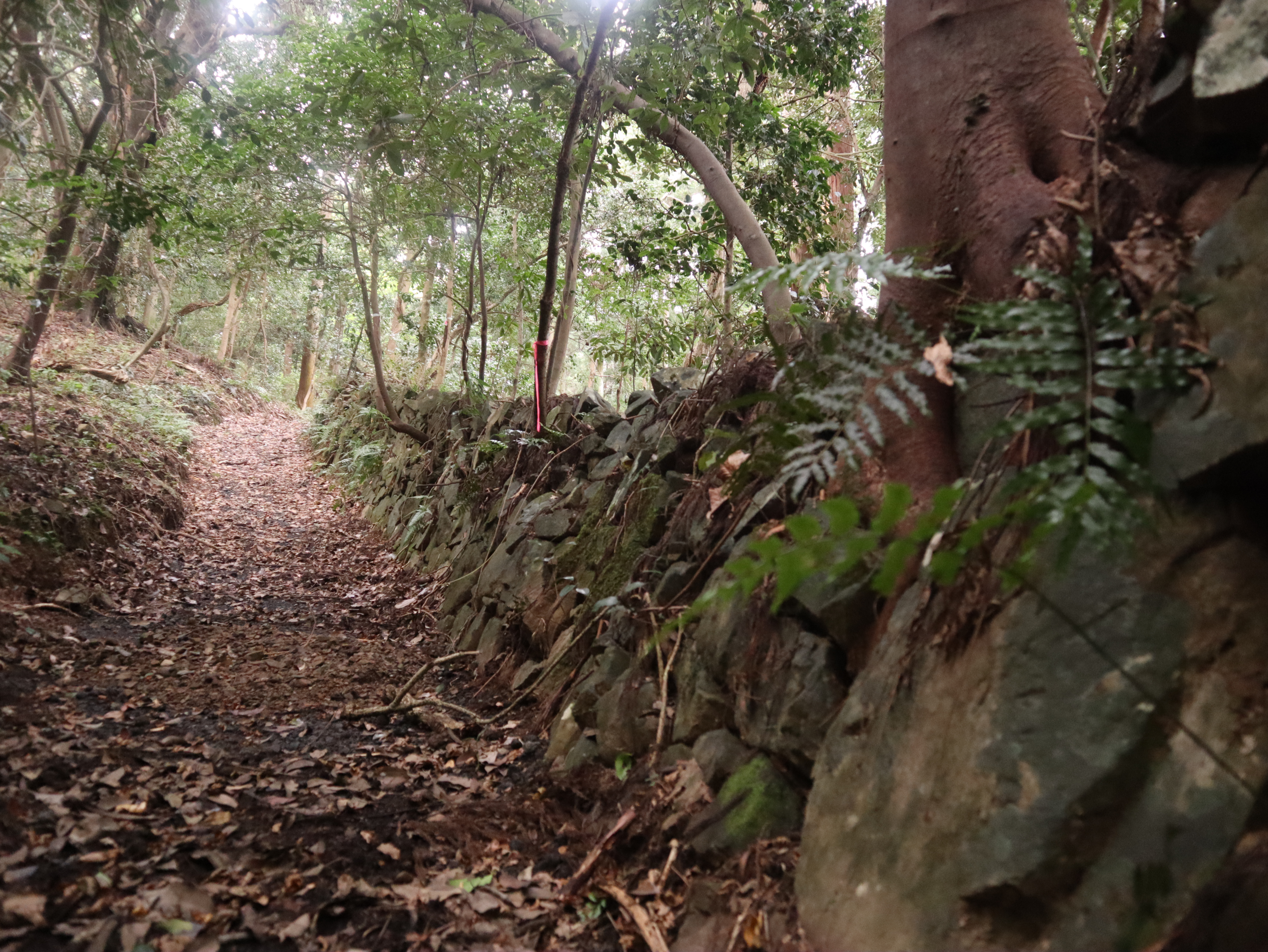
しし垣（岐阜県池田山）

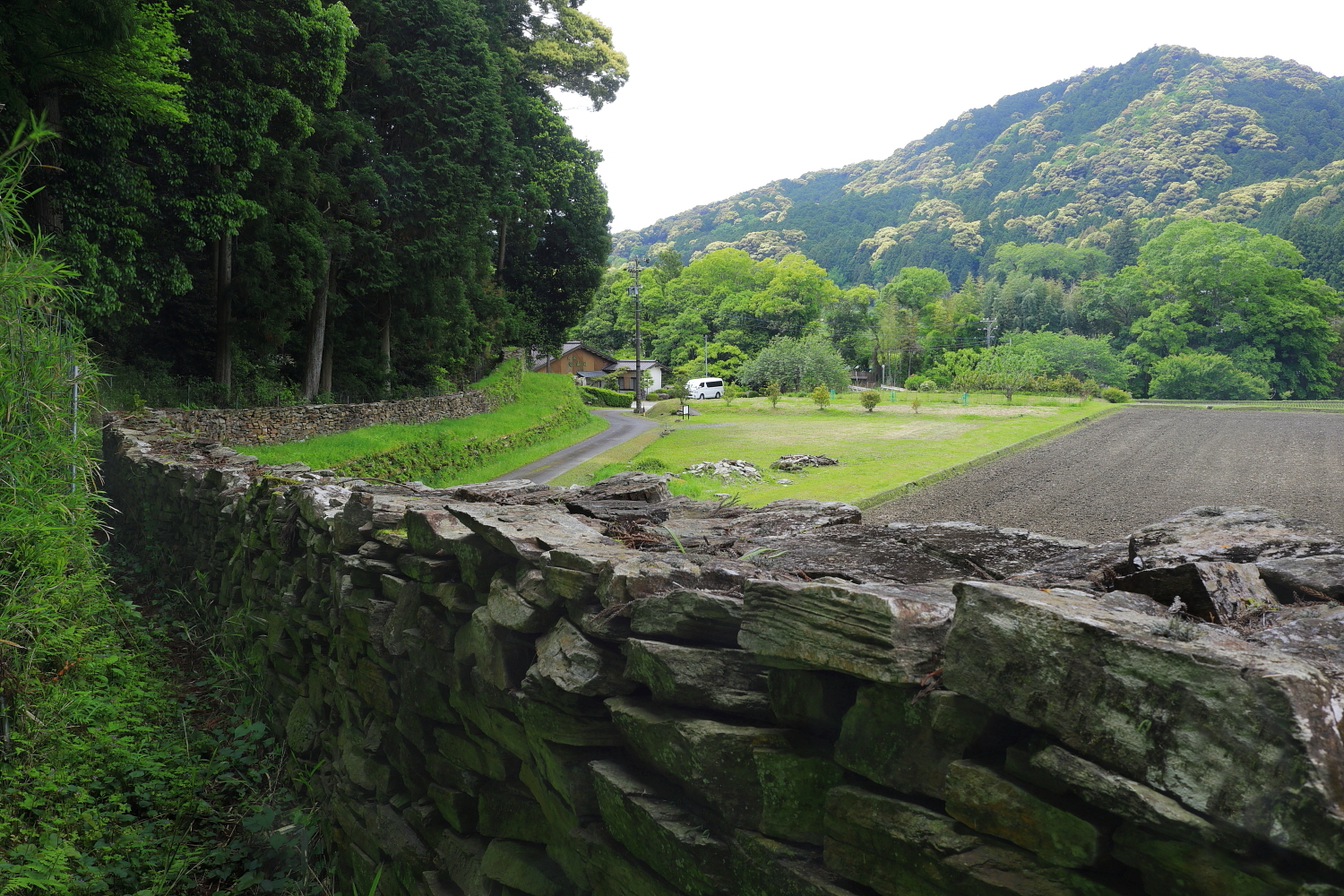
しし垣（万足平の猪垣）

しし垣（ししがき）とは、害獣の進入を防ぐ目的で山と農地との間に築かれた垣根や石垣、土塁のこと。漢字では「猪垣」「鹿垣」「猪鹿垣」などと表記する。北関東から沖縄県に多く見られ、沖縄ではサンゴを材料とした。害獣のうちイノシシ（猪）は積雪地を苦手とするため、東北地方や北陸地方、山陰地方には少ない。北海道のものは知られていない。

## 概要
鎌倉時代から文献に記され、現存するのは主に江戸時代に築かれた。高さは平均1～2メートル。長さ10キロメートルを超えるしし垣もあり、小豆島では総延長120キロメートルにも及んだ。他にも九州の長崎、中国地方、近畿地方、瀬戸内地方の島々で多く作られた。ただし熊本県、鹿児島県、高知県にはほとんどない。これは、鉄砲を扱う郷士が農村に住み、狩猟を行っていたためと推測される。
あたかも万里の長城のように土を焼いて作ったものを並べて築いたものもある。囲いで土地を全く塞いでしまうのではなく、人が通るための木戸をつけたりもした。木戸以外から侵入する動物をとらえるための落とし穴も付けられていた。

## 現代
田畑の周りに張られた金網や電気柵がしし垣の代わりをしている。郷土史家らによる「シシ垣ネットワーク」が遺構や記録を調査しているほか、2008年から「シシ垣サミット」が毎年開催されている。
地元で忘れられたしし垣が「謎の遺跡」扱いされることもある。